# Secret Combination (album)
Album Secret Combination je četvrti studijski album grčko-američke pjevačice Kalomoire. Pjesme su pisali Konstantinos Pantzis, Tasos Vougiatzis and Sunny X.

## Promocija albuma
Kalomoira je izdala svoj četvrti studijski album nakon što je osvojila treće mjesto u Euroviziji 2008. Puna promocija albuma je planirana za 2. lipnja 2008., kada je Kalomoira je trebala biti gost na popularnom jutarnjem showu u Grčkoj, ali je to odgođeno. 4. lipnja 2008. Rythmos FM je trebalo organizirati ljetni party gdje će Kalomoira objaviti sve svoje nove pjesme, ali je bilo odgođeno jer je bila izvan zemlje.

## Popis pjesama
1. "Secret combination" - 3:03
2. "Sto Diko Mou Rythmo"  - 3:29
3. "All That I Need" - 3:47
4. "Fall to You" - 4:41
5. "S'Agapo" - 3:14
6. "Kathe Fora" - 3:41
7. "Money Ain't The Key"  - 4:16
8. "Iparhoun Ores" - 3:41
9. "Sto Eipa Hilies Fores"  - 3:07
10. "Vradiazi"  - 3:38
11. "Hot" - 3:10
12. "Secret combination" (Master Tempo Mix) - 3:53